# Samae-myeon
Samae-myeon (koreanska: 사매면) är en socken i den södra delen av Sydkorea. Den ligger i kommunen Namwon i provinsen Norra Jeolla, 230 km söder om huvudstaden Seoul.